# Бобков, Игорь Петрович
Игорь Петрович Бобков (родился 8 апреля 1946) — советский регбист и регбийный тренер, мастер спорта СССР, заслуженный тренер УССР.

## Биография

### Игровая карьера
Родился в 1946 году. В регби играл с 1964 по 1977 годы в команде Киевского института инженеров гражданской авиации (более известная под названием «Авиатор»). Тренировал киевские команды СКА и «Спартак». По его словам, в начале его игровой карьеры в Киеве числилось до 12 регбийных клубов. Выиграл дважды серебряные медали чемпионата СССР как игрок и один раз бронзовые медали. В 1972—1973 годах — капитан клуба.

### Тренерская карьера
С 1978 года начал работу как тренер киевского «Авиатора», с которым в том году выиграл чемпионат СССР, а через год взял Кубок СССР. В 1981—1988 годах — главный тренер сборной СССР. Под его руководством сборная СССР одержала исторические победы над сборной Франции (победа 1 ноября 1982 года со счётом 12:6 в Мерминьяке) и Румынии (победа 31 мая 1985 года со счётом 14:6 в Киеве). Со сборной СССР в сезоне 1984/1985 завоевал серебряные медали чемпионата Европы (турнира ФИРА). В 1987 году сборная СССР должна была дебютировать на чемпионате мира в Новой Зеландии, однако по решению политического руководства отказалась от приглашения, о чём потом Бобков неоднократно сожалел.
Из сборной СССР окончательно Бобков ушёл в преддверии матча против Италии (5 ноября 1989 года команда уже под руководством Евгения Антонова победила 15:12). Параллельно с работой в сборной СССР Бобков работал тренером «Авиатора», откуда и приглашал игроков в сборную. Его клуб провёл серию международных встреч, одержав 19 октября 1989 года победу над сборной Западного Самоа в Киеве (победа 31:15).

### Видение спорта
По собственным словам, отмечал особенность советских регбийных тренеров «выдумывать, творить, импровизировать». В интервью газете «Спортивные игры» 1986 года Бобков пророчески заметил, что в будущем для регбистов будут характерными «филигранная техника, высокий тактический интеллект, атлетическая мощь, боевой дух», игроки отточат навыки владения мячом (в том числе при розыгрыше коридоров), а техничность захватов и уходов значительно повысится. Прессой назывался тренером-новатором и представителем новой волны спортивных педагогов, взгляды которого на регби представляли большой интерес.
После распада СССР и признания независимости Украины Бобков продолжал тренерскую работу в «Авиаторе», а также занимал пост председателя правления клуба. Негативно относился к приглашению иностранных специалистов в украинских командах (на примере приглашения австралийца Майкла Бишопа на пост тренера сборной Украины по регби-7), поскольку, по словам Бобкова, это было констатацией того, что в стране попросту не было тренеров.
В 2013 году вошёл в тренерский комитет Федерации регби Украины и был назначен ответственным за подготовку резерва сборных команд страны.